# 라지브 간디 켈 라트나
라지브 간디 켈 라트나(Rajiv Gandhi Khel Ratna, RGKR)은 스포츠 분야에서 뛰어난 공헌을 한 인물에게 수여되는 최고 훈장이다. “켈 라트나”라는 단어는 힌두어로 “스포츠 보석”이라는 뜻이다. 이 훈장 명칭은 인도의 수상이었던 라지브 간디를 기념하여 지어졌다. 훈장의 내용물은 메달과 두루마리, 상당액의 현금으로 구성되어 있다. 2004–2005년도까지 이 상금의 액수는 5십만 루피(당시 환율로 약 천2백만 원)였다. 이후 그 액수는 75만 루피로 증액 되었다.
이 훈장은 1991–1992년도에 스포츠 분야의 정부 포상 제도 부족을 보완하기 위한 목적에서 도입되었다. 그 이전부터 존재했던 정부 포상으로 아르주나상이 있으며, 이 상은 모든 스포츠 종목별로 가장 뛰어난 성과를 보인 운동선수들에게 각각 매년 수여되었다. 켈 라트나는 이보다 더 중대한 공로를 포상하기 위한 의도로 만들어졌으며, 모든 스포츠 종목을 통틀어 가장 뛰어난 성과를 보인 1~2명의 운동선수 또는 팀에게 매년 수여된다.